# Walker Pass
Der Walker Pass ist ein Gebirgspass am Lake Isabella in der südlichen Sierra Nevada. Er liegt im nordöstlichen Kern County zwischen Bakersfield im Westen und Ridgecrest im Osten. Der Pass verläuft entlang dem Highway 178 im südlichen Teil der Sierra Nevada, der höchste Punkt liegt auf 1600 Metern. Im Winter ist der Pass meistens geschlossen. Er ist benannt nach Joseph R. Walker, der die Gegend im 19. Jahrhundert erforschte.